# Megalithanlage von Złotowo

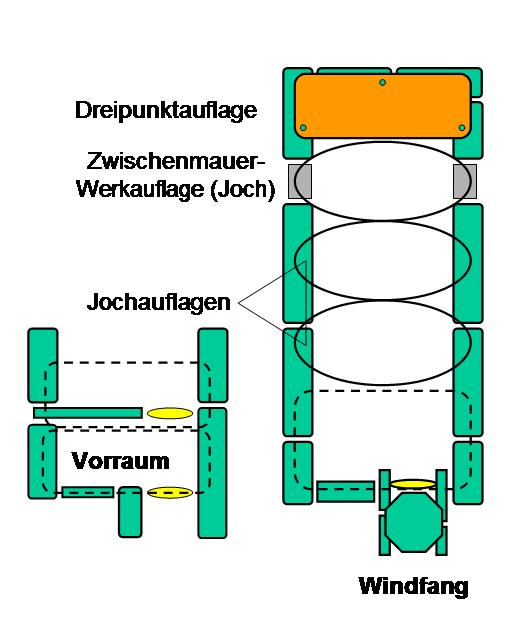
Großdolmentypen

Die Megalithanlage von Złotowo (Powiat Mławski) in der Gemeinde (Gmina) Szreńsk, in der Woiwodschaft Masowien in Polen, wurde im Spätneolithikum evtl. von den Trägern der Kugelamphorenkultur (KAK – 3100–2700 v. Chr.) errichtet und im Jahre 1959 von Alojzy Rybczyński entdeckt. Der Forschungsstand ist aber nicht so, dass eine eindeutige Zuordnung zwischen Erbauer und Nachnutzer zu treffen wäre. Die rechts der Straße in einer Baumgruppe gelegene Megalithanlage liegt einem Kilometer westlich des Dorfes. 
Während der Ausgrabung wurden mehrere Bestattungen und einige für die Kultur typische Tierknochen gefunden. Außerdem wurden zwei Feuersteinbeile mehrere Bernsteinartefakte und zerscherbte Tonware entdeckt. Die Reste des ehemaligen Hügels über der Kammer sind noch sichtbar – seine ursprüngliche Größe betrug etwa 19 × 15 m. 
Hans-Jürgen Beier bezeichnet die aus 13 erhaltenen und einigen verstreuten Steinen bestehende Anlage, der alle Decksteine fehlen, als Großdolmen, obwohl die für Anlagen dieses Typs in Deutschland typischen Zugänge nicht zu ermitteln waren.